# Hugues Royer
Pour les articles homonymes, voir Royer.
Hugues Royer (né le 12 janvier 1965 à Saint-Cyr-l'École et mort le 13 mai 2017 dans le 5e arrondissement de Paris) est un écrivain et journaliste français.

## Biographie
Après avoir grandi en Touraine dans une famille d’agriculteurs, Hugues Royer enseigne la philosophie à Paris, avant de devenir journaliste.
En 1998, il publie son premier roman, Mille et Une raisons de rompre, uniquement constitué d’aphorismes. D’autres suivront, mêlant un éclectisme formel et un goût pour l’auto-fiction. Le plus souvent, ses livres transposent dans des formes singulières des épisodes de son histoire personnelle (les déboires amoureux, son année sous les drapeaux, la découverte de la paternité, la maladie de son père…). En 2014, il s’essaie au genre fantastique avec Est-ce que tu m’entends ? (L’Archipel). En 2015, il publie son premier recueil de nouvelles (Et les rêves prendront leur revanche, l'Âge d'Homme).
Parallèlement à son œuvre romanesque, il publie plusieurs biographies, dont Mylène (Flammarion, 2008), ou encore Vanessa Paradis, la vraie histoire (Flammarion, 2014). Dans son dernier livre, Je n’imagine pas un monde sans toi (Michalon, 2016), il évoque avec pudeur l’épreuve de la maladie qu'il connaît, une forme rare de cancer des os et à laquelle il succombera en mai 2017.

## Ouvrages
Œuvres romanesques
- Mille et Une Raisons de rompre, Zulma, 1998
- Mémoire d’un répondeur, Le Castor Astral, 1999
- La Vie sitcom, Verticales, 2001
- Comme un seul homme, La Martinière, 2004
- Ma mère en plus jeune, Le Cherche Midi, 2006
- Daddy blue, Le Cherche Midi, 2007
- Je reviens bientôt, récit, Michalon, 2011
- Est-ce que tu m'entends ?, L'Archipel, 2014 (avant-première France Loisirs, 2013 ; L'Archipoche, 2016)
- Et les rêves prendront leur revanche, L'Âge d'Homme, 2015
- Je n'imagine pas un monde sans toi, récit, Michalon, 2016

Biographies
- Mylène, biographie, Flammarion, 2008 (l'Archipoche, 2009)
- Cabrel, biographie, Flammarion, 2010
- Vanessa Paradis, la vraie histoire, Flammarion, 2014 (J'ai Lu, 2017)